# 史蒂文·謝平
史蒂文·謝平（英語：Steven Shapin，1943年9月11日—），美國歷史學家與科學知識的社會學家。現為哈佛大學科學史教授。曾任教於加州大学圣地亚哥分校社會學系以及愛丁堡大學科學研究小組。

## 学术研究
謝平在歷史與科學知識的社會學領域的書寫相關廣泛，並以其對科學知識的社會學的重要貢獻而廣為人知。
其最具影響力的作品為與赛门·夏佛合著的《利維坦與空氣泵浦：霍布斯、波以耳與實驗生活》（Leviathan and the Air-Pump: Hobbes, Boyle, and the Experimental Life），並以此獲得2005的伊拉斯谟獎。
其另一本作品《科學革命：一段不存在的歷史》（The Scientific Revolution）目前已有十六種語言的翻譯；《真理的社會史：17世紀英國的文明與科學》（A Social History of Truth: Civility and Science in Seventeenth-Century England）則曾於1996年獲頒科學之社會研究學會的弗萊克獎以及美國社會學會的莫頓獎。